# Alchemilla federiciana
Alchemilla federiciana är en rosväxtart som beskrevs av Fröhner. Alchemilla federiciana ingår i släktet daggkåpor, och familjen rosväxter. Inga underarter finns listade i Catalogue of Life.